# Loweporus lividus
Loweporus lividus är en svampart som först beskrevs av Kalchbr. ex Cooke, och fick sitt nu gällande namn av J.E. Wright 1976. Loweporus lividus ingår i släktet Loweporus och familjen Polyporaceae.   Inga underarter finns listade i Catalogue of Life.